# Pista moorei
Pista moorei är en ringmaskart som beskrevs av Miles Joseph Berkeley 1942. Pista moorei ingår i släktet Pista och familjen Terebellidae. Inga underarter finns listade i Catalogue of Life.